# العلاقات التركية السورينامية
العلاقات التركية السورينامية هي العلاقات الثنائية التي تجمع بين تركيا وسورينام.

## مقارنة بين البلدين
هذه مقارنة عامة ومرجعية للدولتين:
| وجه المقارنة                                              | تركيا         | سورينام                        |
| --------------------------------------------------------- | ------------- | ------------------------------ |
| المساحة (كم2)                                             | 783.56 ألف    | 163.27 ألف                     |
| عدد السكان (نسمة)                                         | 80.14 مليون   | 563.40 ألف                     |
| الكثافة السكانية (ن./كم²)                                 | 102.28        | 3.45                           |
| العاصمة                                                   | أنقرة         | باراماريبو                     |
| اللغة الرسمية                                             | اللغة التركية | اللغة الهولندية                |
| العملة                                                    | ليرة تركية    | دولار سورينامي، غيلدر سورينامي |
| الناتج المحلي الإجمالي (بليون دولار)                      | 851.10 مليار  | 3.32 مليار                     |
| الناتج المحلي الإجمالي (تعادل القوة الشرائية) بليون دولار | 1.57 تريليون  | 9.07 مليار                     |
| الناتج المحلي الإجمالي الاسمي للفرد دولار أمريكي          | 9.12 ألف      | 9.48 ألف                       |
| الناتج المحلي الإجمالي للفرد دولار أمريكي                 | 19.79 ألف     | 16.64 ألف                      |
| مؤشر التنمية البشرية                                      | 0.761         | 0.714                          |
| رمز المكالمات الدولي                                      | +90           | +597                           |
| رمز الإنترنت                                              | .tr           | .sr                            |
| المنطقة الزمنية                                           | ت ع م+03:00   | 00                             |

## منظمات دولية مشتركة
يشترك البلدان في عضوية مجموعة من المنظمات الدولية، منها:
| علم المنظمة | اسم المنظمة                        | تاريخ انضمام تركيا | تاريخ انضمام سورينام |
| ----------- | ---------------------------------- | ------------------ | -------------------- |
|             | يونسكو                             | 4 نوفمبر 1946      | 16 يوليو 1976        |
|             | وكالة ضمان الاستثمار متعدد الأطراف | 3 يونيو 1988       | 2 يوليو 2003         |
|             | الأمم المتحدة                      | 24 أكتوبر 1945     | 4 ديسمبر 1975        |
|             | الاتحاد البريدي العالمي            | ?                  | ?                    |
|             | البنك الدولي للإنشاء والتعمير      | 11 مارس 1947       | 27 يونيو 1978        |
|             | المنظمة الهيدروغرافية الدولية      | ?                  | ?                    |
|             | منظمة التعاون الإسلامي             | 25 سبتمبر 1969     | ?                    |
|             | منظمة حظر الأسلحة الكيميائية       | ?                  | ?                    |
|             | الاتحاد الدولي للاتصالات           | 1866               | 15 يوليو 1976        |
|             | مؤسسة التمويل الدولية              | 19 ديسمبر 1956     | 1 سبتمبر 2011        |
|             | منظمة التجارة العالمية             | 26 مارس 1995       | ?                    |
|             | منظمة الشرطة الجنائية الدولية      | ?                  | ?                    |

## وصلات خارجية
- موقع وزارة الخارجية التركية
- موقع وزارة الخارجية السورينامية